# 瑪利亞·蕾普亭
瑪利亞·蕾普亭 （英語：Maria Leptin，1954年—），德國發育生物學家和免疫學家，現任歐洲研究委員會主席，2010至2021年的歐洲分子生物學組織理事長。

## 教育
蕾普亭於波恩大學與海德堡大學就讀數學和生物學。她原本計劃當老師，但上過巴素爾免疫學研究所研究員指導的實習課後，決定到該研究所攻讀博士，並在1979年入學。她在弗里茨·梅爾徹斯的指導下研究在對抗感染的免疫反應中，B細胞如何被激活變成漿細胞。蕾普亭於1983年博士畢業。

## 職業生涯
完成博士學位後，蕾普亭於1984年加入劍橋的分子生物學實驗室，在麥可·威爾科斯的研究小組中當博士後，並開始涉足發育生物學，研究特定位置的整合素如何影響果蠅的胚胎發育。1988年，她成為分子生物學實驗室的研究員。
蕾普亭在分子生物學實驗室的日子，使她對細胞形狀、早期細胞遷移及原腸胚形成產生興趣。後者是蕾普亭1989年於加利福尼亞大學三藩市分校帕特里克·奧法雷爾研究小組訪問時方開始研究。同年，她轉到德國蒂賓根的馬克斯·普朗克發育生物學研究所，帶領一小組專攻原腸胚形成。1994年，蕾普亭成為科隆大學遺傳學研究所教授至今。現時，蕾普亭於科隆大學仍帶領小組，初時延續其在馬克斯·普朗克發育生物學研究所有關原腸胚形成的研究，但後來改為針對果蠅呼吸系統的發育，及以斑馬魚作模式生物來研究先天免疫反應。
學術交流方面，蕾普亭2001年先於巴黎高等師範學院任訪問教授，再在2004-2005年於英國維康桑格研究所當訪問研究員。
2009年，蕾普亭獲任命為歐洲分子生物學組織理事長，並於翌年1月上任。同時她也在海德堡的歐洲分子生物學實驗室設立研究小組，研究決定果蠅細胞形狀的因素及在斑馬魚活體內拍攝先天免疫反應。
蕾普亭是牛津大學2018年的細胞及發育生物學訪問教授。
2021年6月，蕾普亭被委任為歐洲研究委員會下任主席，原定於2021年10月1日履新，但後來宣佈她會延至11月1日上任。
學術職務以外，蕾普亭曾是德國發育生物學學會主席（1996-1997）、英國巴布拉罕研究所董事（1996-2009）、馬克斯·德爾布呂克分子醫學中心董事（2004-2009）、德國遺傳學學會諮詢委員會成員（2008-2012）及歐洲科學倡議組織主席（2012-2017）。她於1996-2001年是《發育生物學》期刊的編輯委員會成員，並於2002-2009年間擔任《發育機制》和《基因表現形式》兩本期刊的共同編輯。現時，蕾普亭是分子生物科技研究所及新加坡國立大學機械生物學研究所的科學諮詢委員會成員、科隆大學理事會成員，以及克里斯汀·紐斯林-沃爾哈德基金會董事。

## 榮譽和獎項
- 歐洲分子生物學組織成員（1996）[41]
- 歐洲科學院院員（1998）[24]
- 北萊茵-西伐利亞科學、人文與藝術院院員（2010）[5][42]
- 利奧波第那科學院院員（2016）[43]
- 英國醫學科學院榮譽院士（2017）[5][44]
- 皇家學會外籍院員（2022）[45]